# Psednura
Psednura is een geslacht van rechtvleugeligen uit de familie Pyrgomorphidae. De wetenschappelijke naam van dit geslacht is voor het eerst geldig gepubliceerd in 1904 door Burr.

## Soorten
Het geslacht Psednura omvat de volgende soorten:
- Psednura longicornis Sjöstedt, 1920
- Psednura musgravei Rehn, 1953
- Psednura pedestris Erichson, 1842